# Rhamphidium macrostegium
Rhamphidium macrostegium là một loài rêu trong họ Ditrichaceae. Loài này được Sull. Mitt. mô tả khoa học đầu tiên năm 1869.